# The Breakers
The Breakers é um palácio dos Vanderbilt localizado na Ochre Point Avenue, Newport, Rhode Island, na costa altlântica dos Estados Unidos. É um National Historic Landmark e uma propriedade contributiva para o Bellevue Avenue Historic District, sendo detido e administrado pela Preservation Society of Newport County.
The Breakers foi construído como a residência de Verão em Newport de Cornelius Vanderbilt II, um membro da rica família Vanderbilt americana. Desenhado pelo famoso arquitecto Richard Morris Hunt e com decoração interior pela firma Jules Allard and Sons e por Ogden Codman, Jr., o palácio de 70 salas atinge aproximadamente 6.000 m2 (65.000 pés quadrados) de espaço vital. O edifício foi construído entre 1893 e 1895 com um custo de mais de 7 milhões de dólares (aproximadamente 150 milhões de dólares actuais ajustados à inflacção). A entrada pela Ochre Point Avenue é marcada por portões de ferro esculpidos e os portões de passagem com 9,1 metros (30 pés) de altura fazem parte duma vedação em pedra calcária e ferro com 12 pés de altura que limita a propriedade por todos os lados menos pelo do oceano. As dimensões de 250' por 120' do palácio de cinco pisos estão alinhadas simetricamente em volta dum grande hall.
Sendo parte duma propriedade de 53.000m² (13 acres) situada sobre as falésias de Newport, ergue-se numa posição de comando virada a leste, com vista para o Oceano Atlântico.

## História

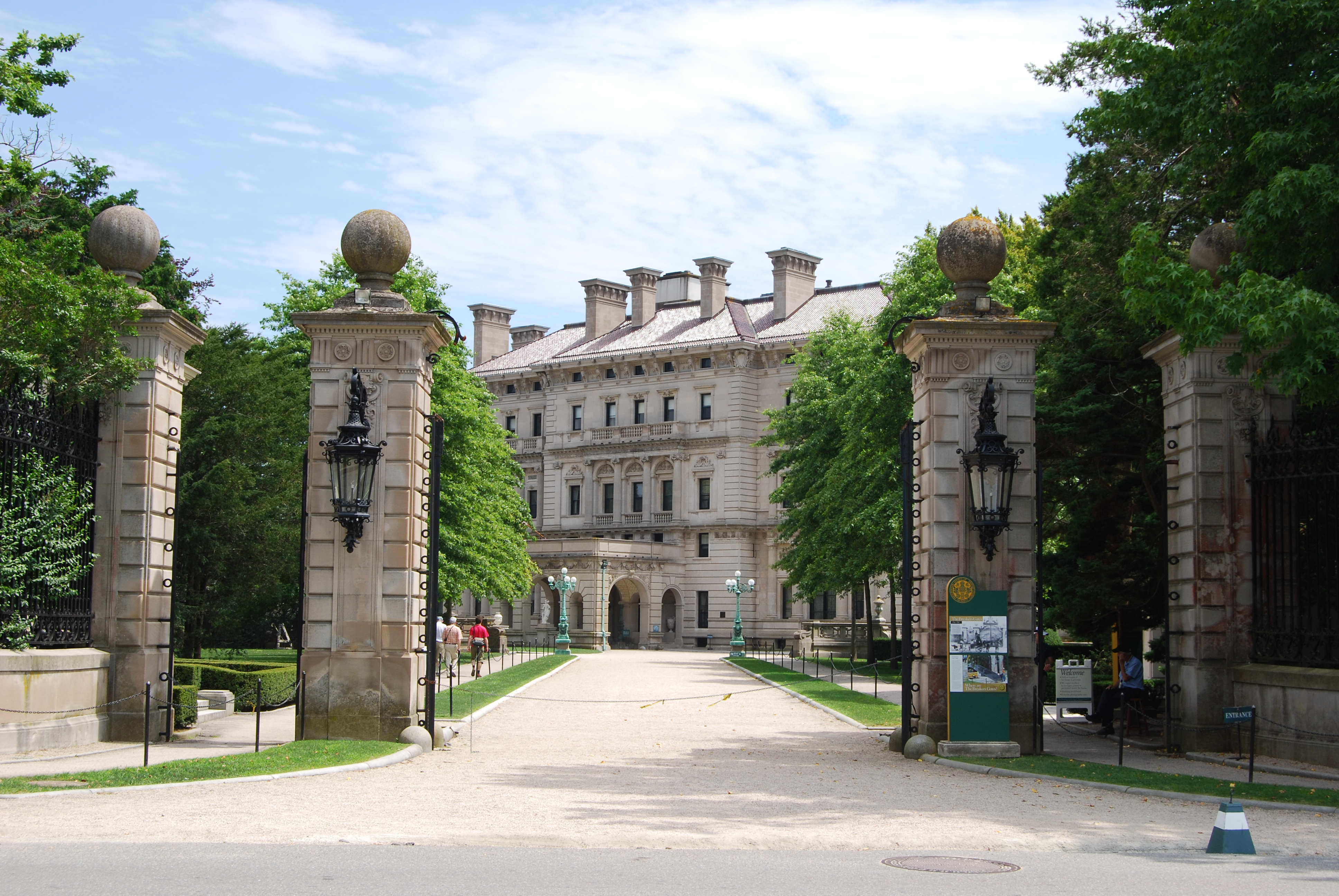
Vista da fachada principal de The Breakers a partir do portão de entrada.

O primeiro edifício existente no local foi desenhado pela firma Peabody and Stearns para Pierre Lorillard IV no estilo Rainha Ana. A construção começou em 1877 e ficou completa em 1878. O luxuoso arranjo paisagístico foi desenhado por Ernest Bowditch. O primeiro "The Breakers" ficou famoso pela sua alta torre e pelas formas do telhado com empena escadeada. A casa foi vendida a Cornelius Vanderbilt II em Outubro de 1885, o qual voltou a contratar a Peabody and Stearns para remodelar o edifício. A estrutura de tijolo e ripas foi destruída pelo fogo em 1892, sendo substituído por Vanderbilt pelo actual e mais famoso edifício desenhado por Richard Morris Hunt.
Cornelius Vanderbilt II insistiu que o edifício fosse feito à prova de fogo na medida do possível e, como tal, na estrutura foram usadas amarras de aço e nenhuma parte em madeira. Chegou mesmo a exigir que a caldeira fosse localizada longe da casa, sob a Ochre Point Avenue; no Inverno existia uma área em frente do portão de entrada, sobre a caldeira, onde a neve e o gelo estavam sempre derretidos.
Os arquitetos criaram um interior usando mármore importado da Itália e da África, madeiras raras e mosaicos vindos de países de todo o mundo. Também foram incluídos elementos arquitectónicos (como a lareira da biblioteca) comprados de palácios rurais na França. A Sala de Ouro foi originalmente construída na França, desmontada, embarcada em caixas herméticas e remontada no lugar em Newport.
The Breakers é o arquétiopo arquitectónico e social da "Gilded Age", um período em que os membros da família Vanderbilt estavam entre os mais proeminentes industriais da América. De facto, "se a Gilded Age tivesse que ser resumida por uma única casa, essa casa teria que ser The Breakers". Em 1895, o ano da sua conclusão, The Breakers era a maior e mais opulenta casa num retiro estival que era considerado como a capital social da América.

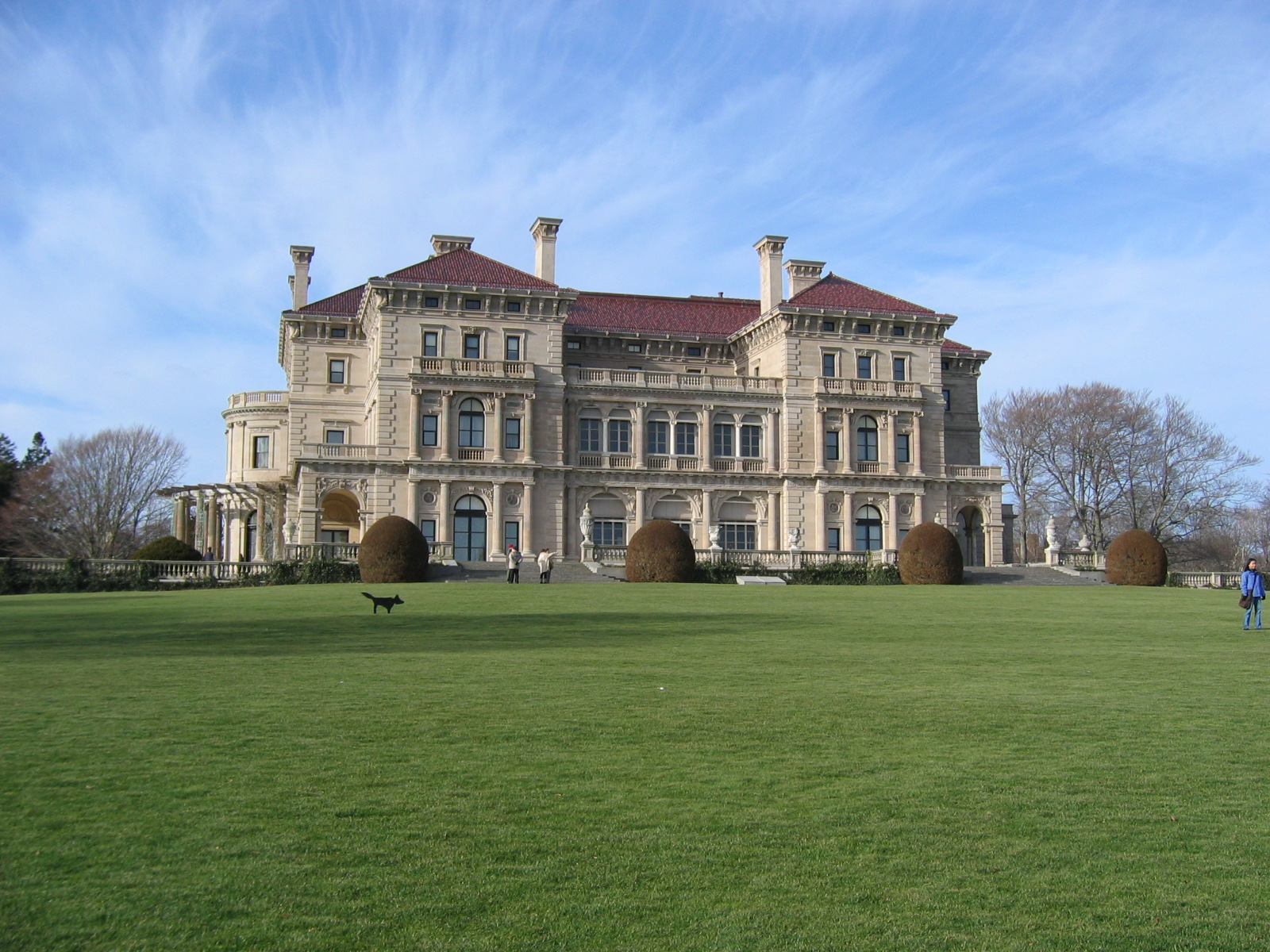
The Breakers: fachada traseira virada ao mar.

Vanderbilt faleceu em 1899, aos 55 anos de idade, vítima duma hemorragia cerebral causada por um segundo golpe, deixando The Breakers à sua esposa, Alice Gwynne Vanderbilt. Alice sobreviveu ao marido por 35 anos, vindo a falecer em 1934, aos 89 anos. No seu testamento, The Breakers foi deixado à sua filha mais nova, Gladys, essencialmente porque esta carecia de propriedades americanas. Por outro lado, nenhum dos outros filhos de Alice estava interessado na propriedade, enquanto Gladys sempre tinha gostado do domínio.
The Breakers sobreviveu ao grande furacão que assolou a Nova Inglaterra em 1938 com danos mínimos e inundações pouco importantes dos campos.
Em 1948, a Condessa Gladys Széchenyi (1886–1965), a filha mais nova de Cornelius Vanderbilt II, arrendou a dispendiosa propriedade à Preservation Society of Newport County, uma sociedade sem fins lucrativos, por um dólar anual. Em 1972, a sociedade comprou, por 365.000 dólares, os direitos totais de The Breakers à Condessa Sylvia Szapary, a filha de Gladys. No entanto, o acordo com a sociedade permitia que a família continuasse a viver no terceiro andar, o qual não se encontra aberto ao público. A Condessa Sylvia viveu ali em tempo parcial até à sua morte, ocorrida no dia 1 de Março de 1998. Gladys e Paul Szapary, filhos de Sylvia, passam ali os verões até à actualidade, escondidos das centenas de milhares de turistas que exploram as partes baixas do palácio.
Apesar do palácio ser detido pela Society, o mobiliário original exposto por todo o lado na casa ainda pertence à família.
Actualmente, é a atracção turística mais visitada em Rhode Island, com aproximadamente 300.000 visitantes anuais, estando aberto para visitas todo o ano.
De forma controversa, em Abril de 2009, o museu deixou de oferecer visitas personalizadas acompanhadas por guias turísticos devido a uma decisão da administração.  Agora, os clientes recebem auscultadores padronizados.

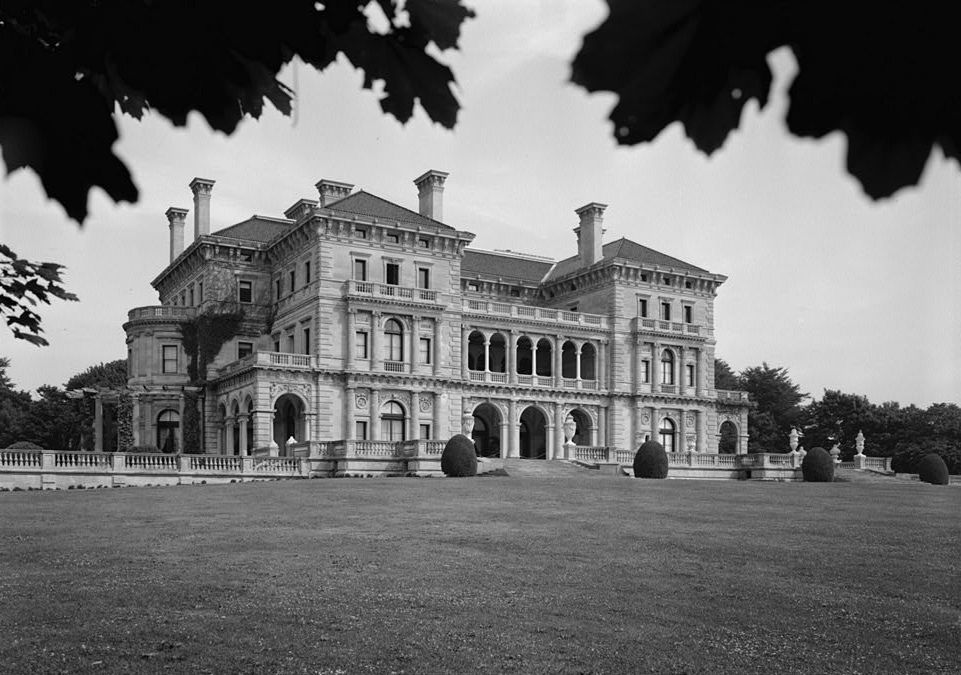
Foto antiga de The Breakers.
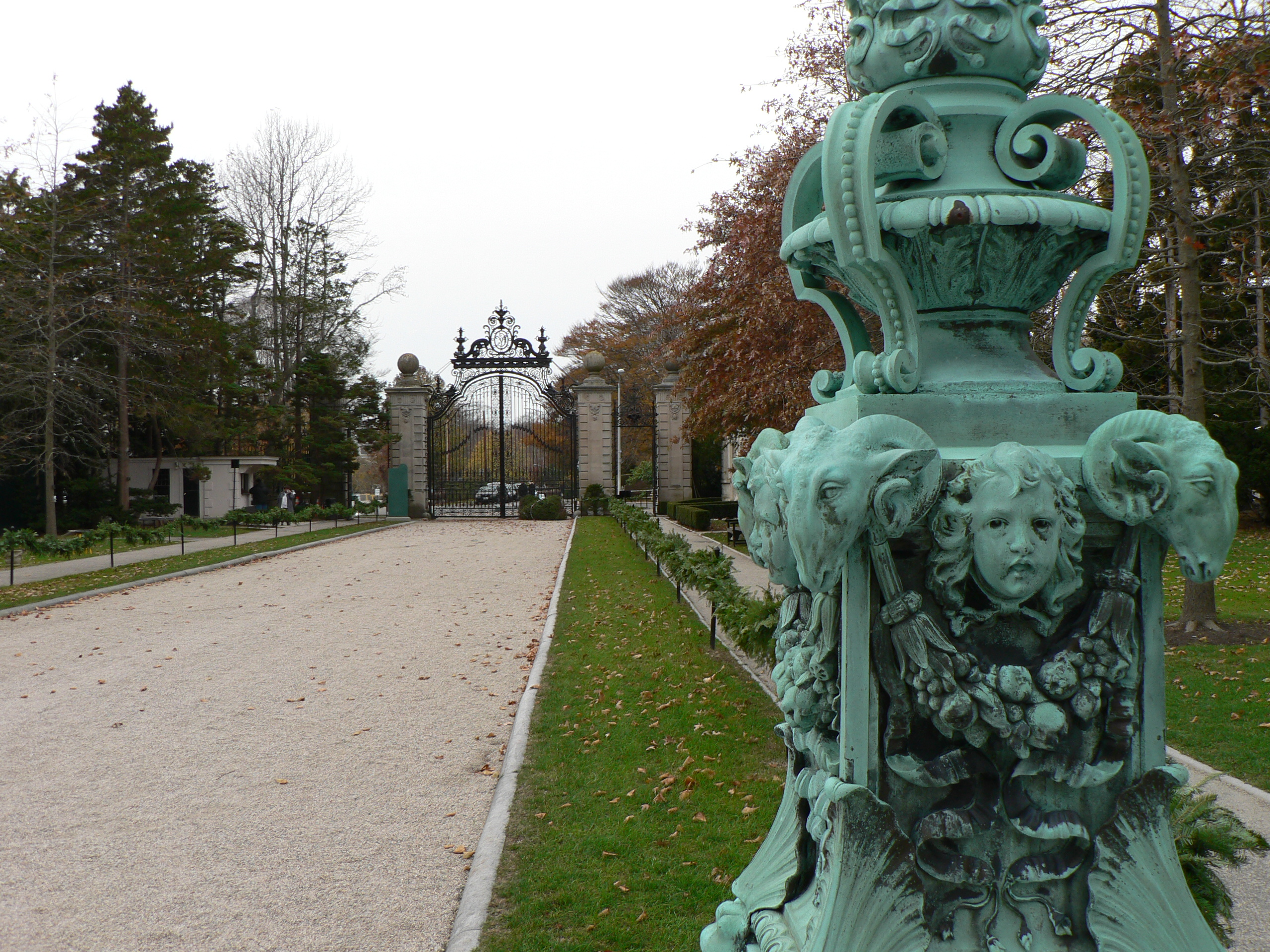
Lado interno do portão de acesso à propriedade.
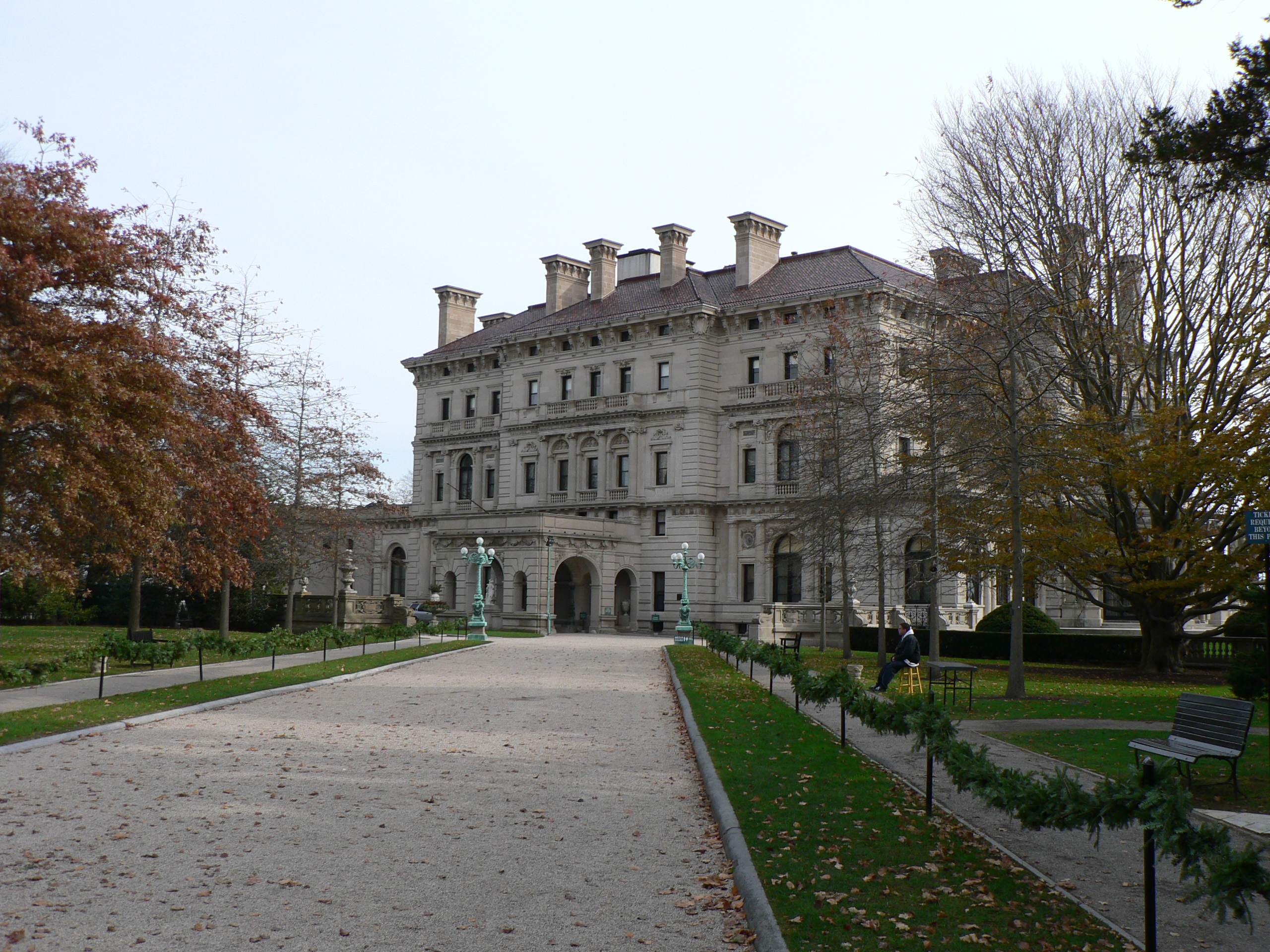
O palácio visto do caminho de acesso.
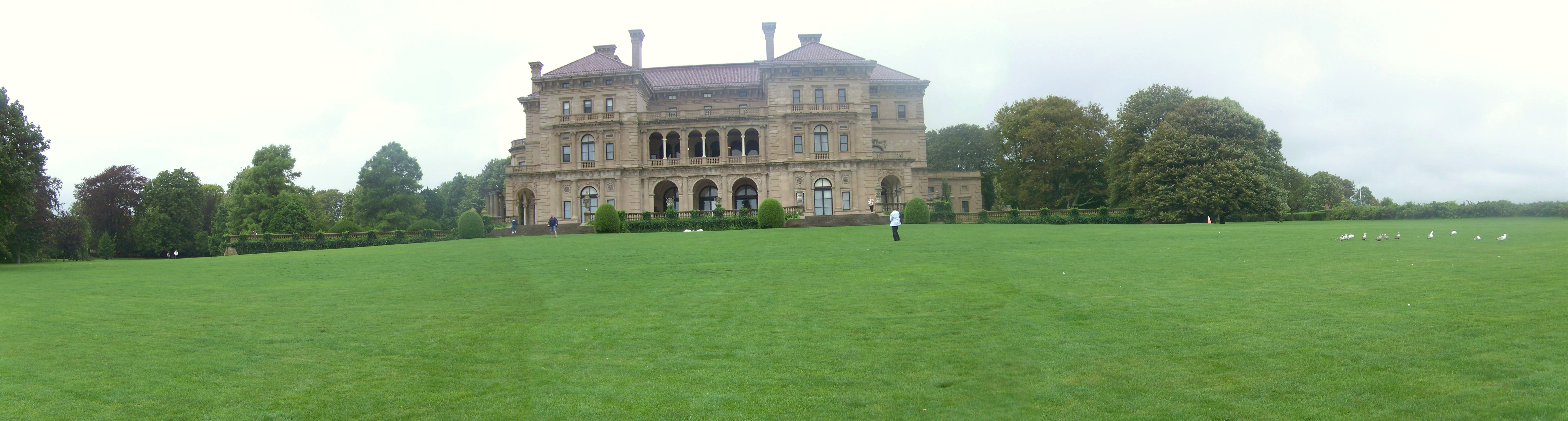
Vista panorâmica
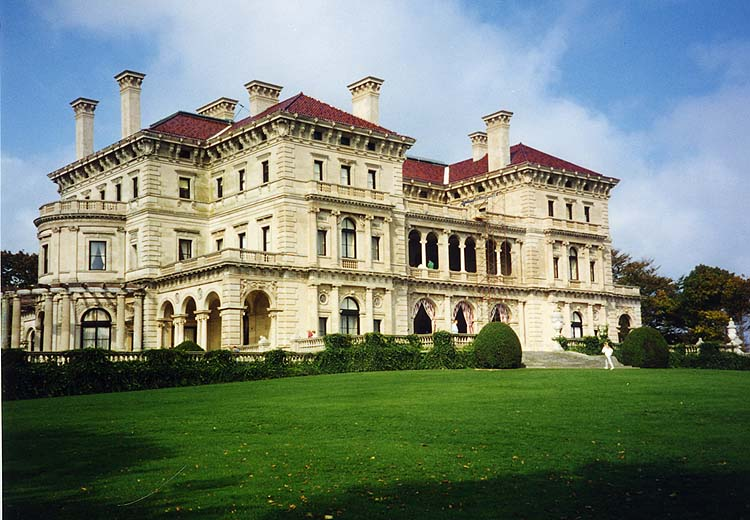
Fachada traseira.

## Jardins

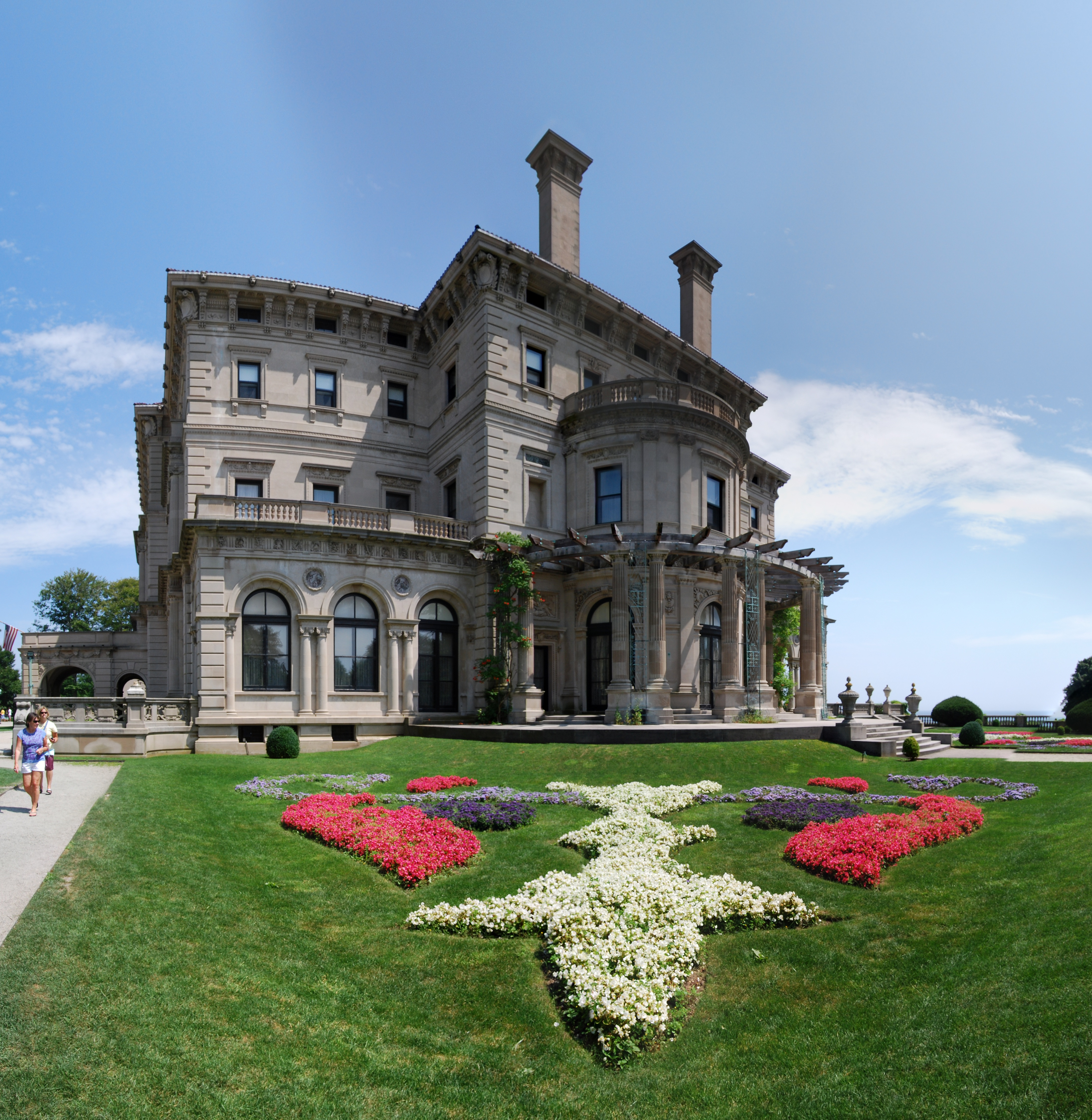
Vista dos jardins com o palácio ao fundo.

O caminho de acesso coberto de gravilha é alinhado com carvalhos e bordos vermelhos adultos. O terraço arranjado formalmente é rodeado por teixos japoneses, zimbros chineses e tsugas anãs.

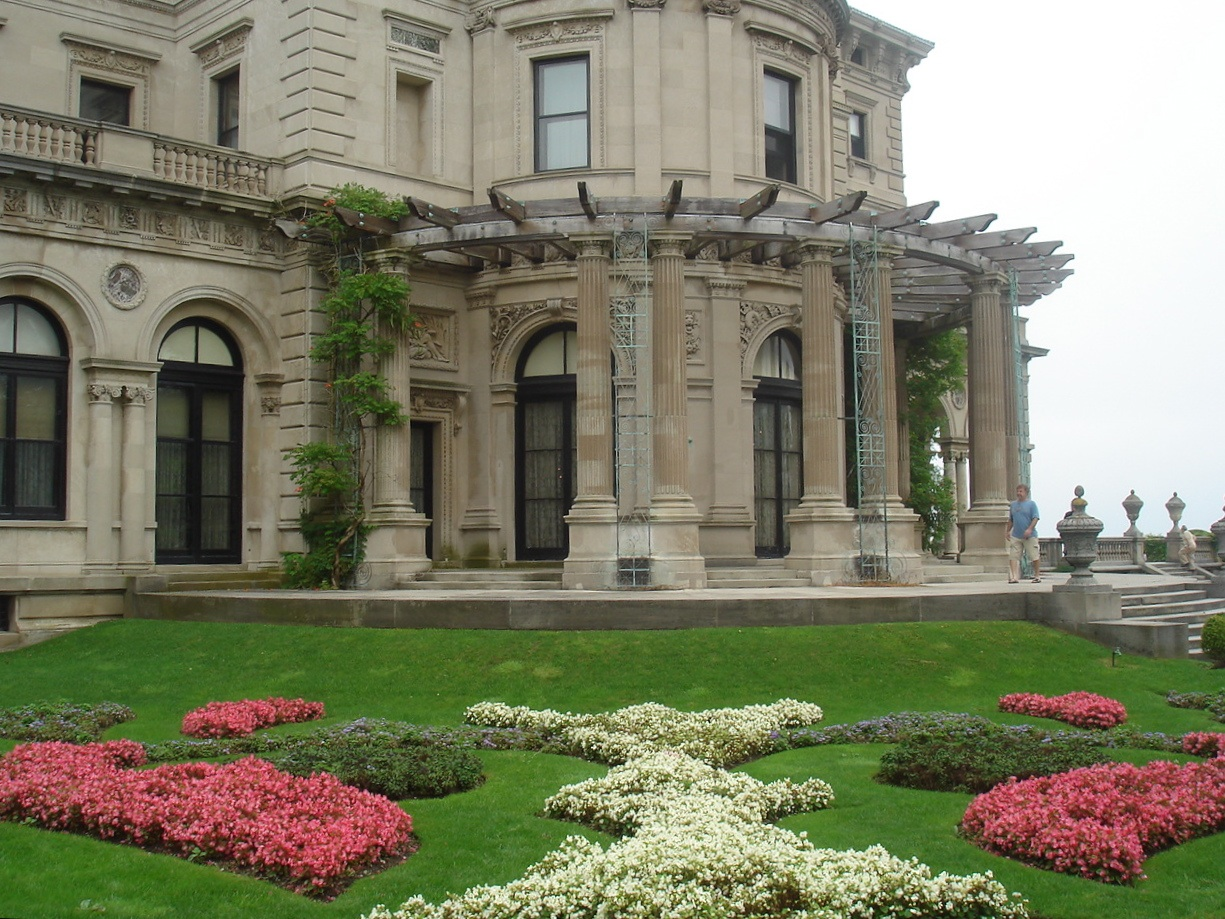
Detalhe de The Breakers visto através do jardim.

As árvores nos terrenos de The Breakers actuam como barreiras que aumentam a sensação de distância entre o palácio e os seus vizinhos de Newport. Entre as mais invulgares árvores importadas encontram-se dois exemplares de cedro do Atlas, uma espécie nativa do Norte de África. Sebes aparadas de teixo japonês e zimbro alinham os caminhos com os pés das árvores sombreados que serpenteiam pelos campos. Plantações informais de arbor vitae, teixos, zimbros chineses e tsugas proporcionam atraentes primeiros planos para os muros que encerram o terraço paisagístico formal.
Os campos também contêm várias variedades de outras árvores raras, particularmente faias europeias e faias choronas. Estas foram escolhidas a dedo por James Bowditch, um silvicultor sediado na área de Boston. O padrão original de Bowditch para o jardim parterre sul foi determinado a partir de velhas fotografias e estabelecido com alyssum cor-de-rosa e branco e ageratum azul.
As largas margens paralelas ao gradeamento de ferro forjado estão plantadas com rododendros, loureiros, cornus e muitos outros arbustos floridos que, efectivamente, escondem os campos do tráfego da rua e dão ao visitante a sensação de completa reclusão.

## Arquitectura

### O arquitecto
The Breakers também é uma expressão definitiva da arquitectura de Belas-Artes no desenho doméstico americano por um dos pais fundadores da arquitectura do país, Richard Morris Hunt. The Breakers é um dos poucos trabalhos sobreviventes de Hunt que não foi demolido no último século, sendo, portanto, valioso pela sua raridade assim como pela sua excelência arquitectónica. The Breakers foi o trabalho final de Hunt e é a casa singular que tem resistido aos caprichos do tempo para ser lembrada como o monumento que foi a maior realização do arquitecto. The Breakers fez de Hunt o "deão da arquitectura americana" assim como ajudou a definir a época da vida americana que Hunt ajudou a moldar.

### Os materiais
- Fundação: tijolo, betão e calcário
- Trelissas: aço
- Pardes: calcário de Indiana
- Telhado: telas vermelhas em terracota
- Painéis das paredes: folhas de platina [3]
- Outros elementos: mármore (placas), ferro forjado (portões e cercas)

### Espaços interiores
Cave
- Lavandaria
- Casas de banho da criadagem

Rés-do-chão
- Vestíbulo de entrada
- Sala de Recepção dos Cavalheiros
- Sala de Recepção das Damas

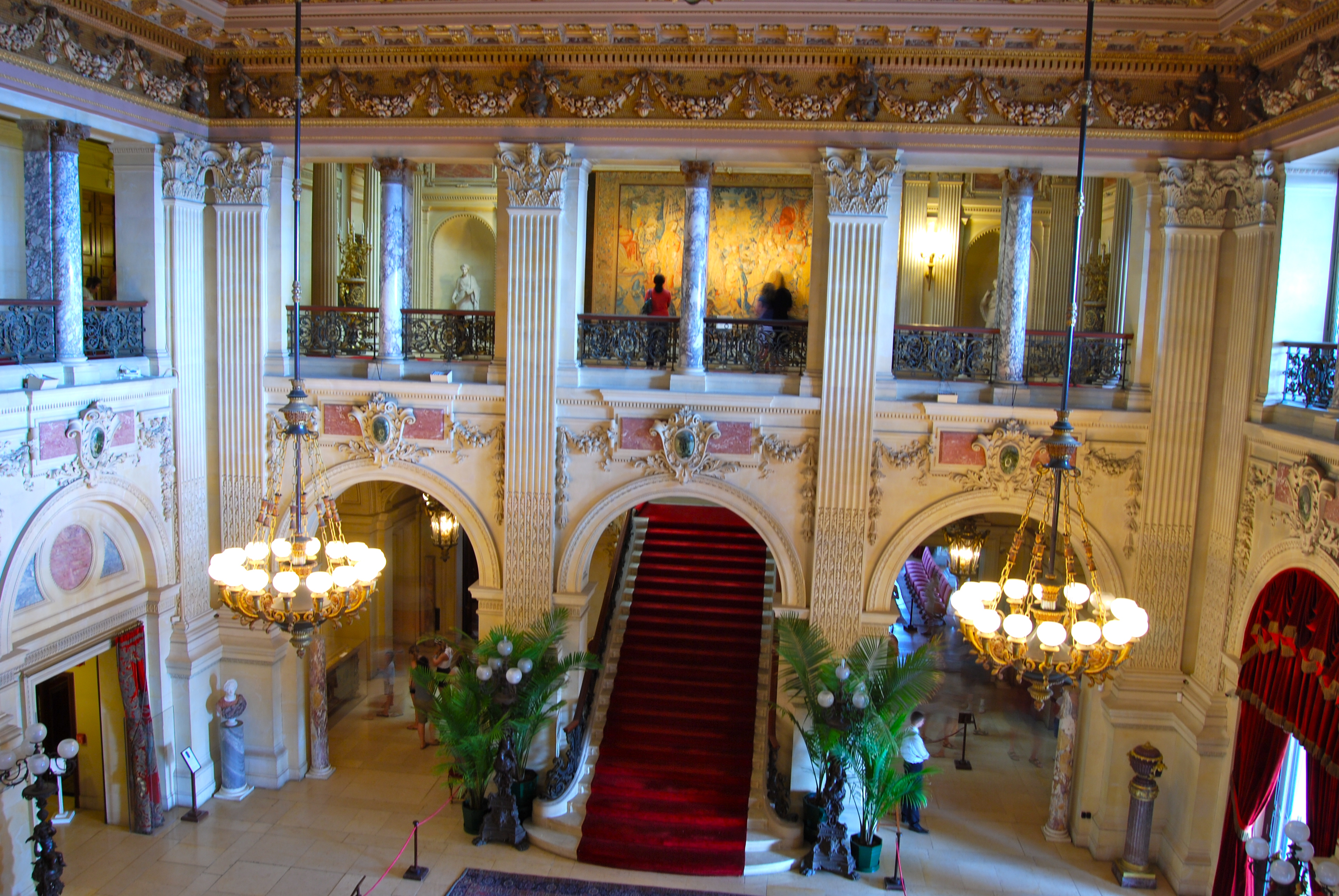
O Grande Hall

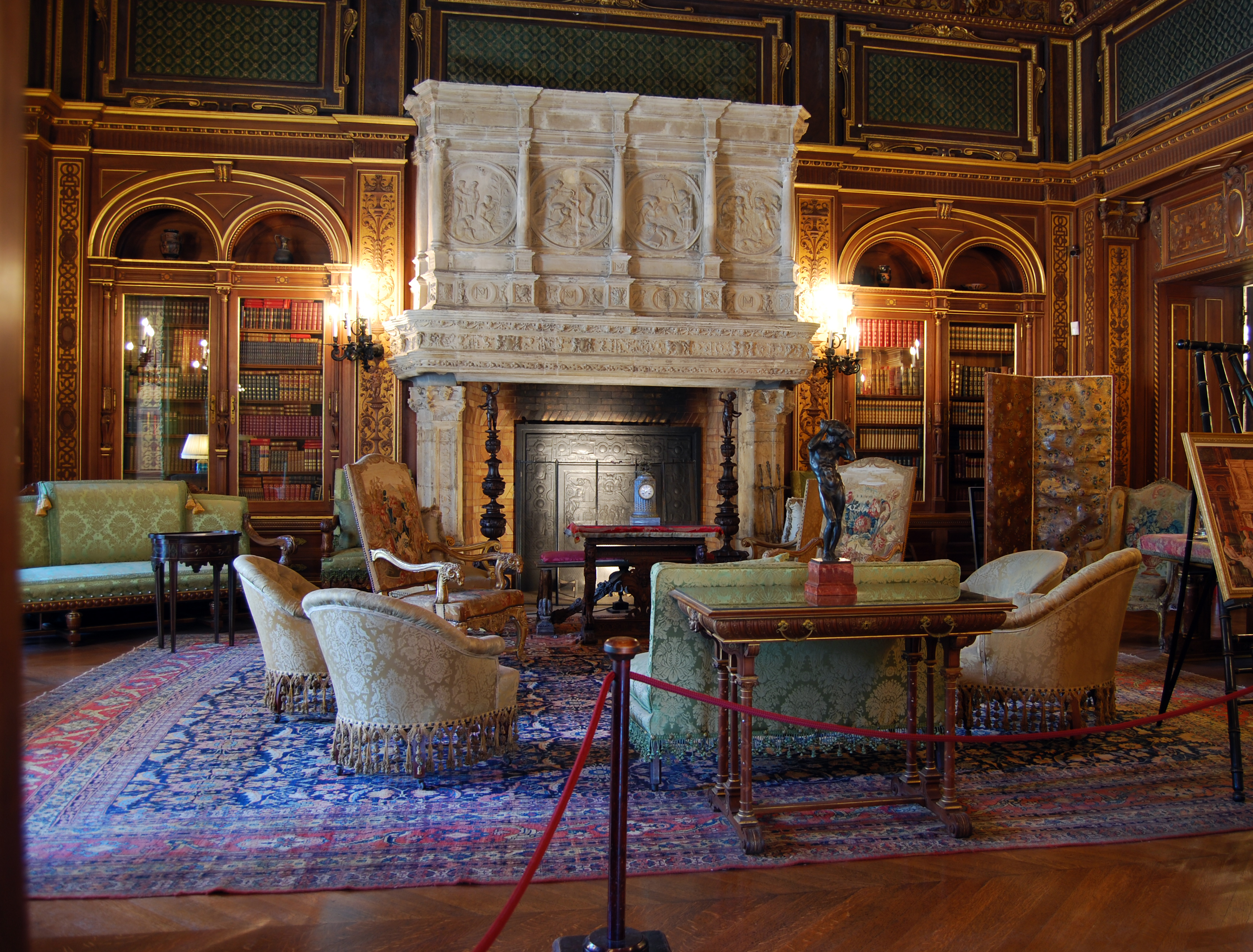
A biblioteca

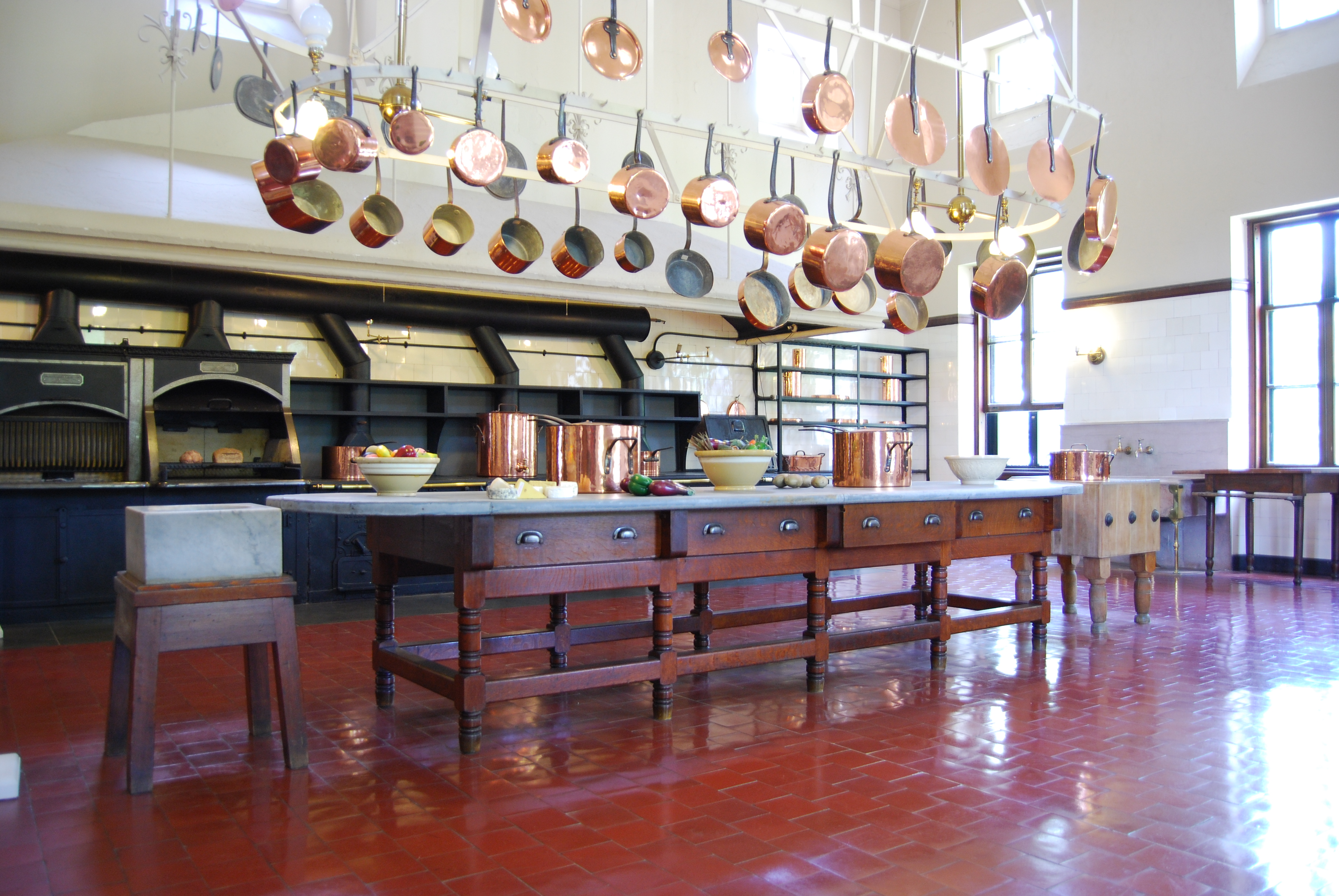
A cozinha

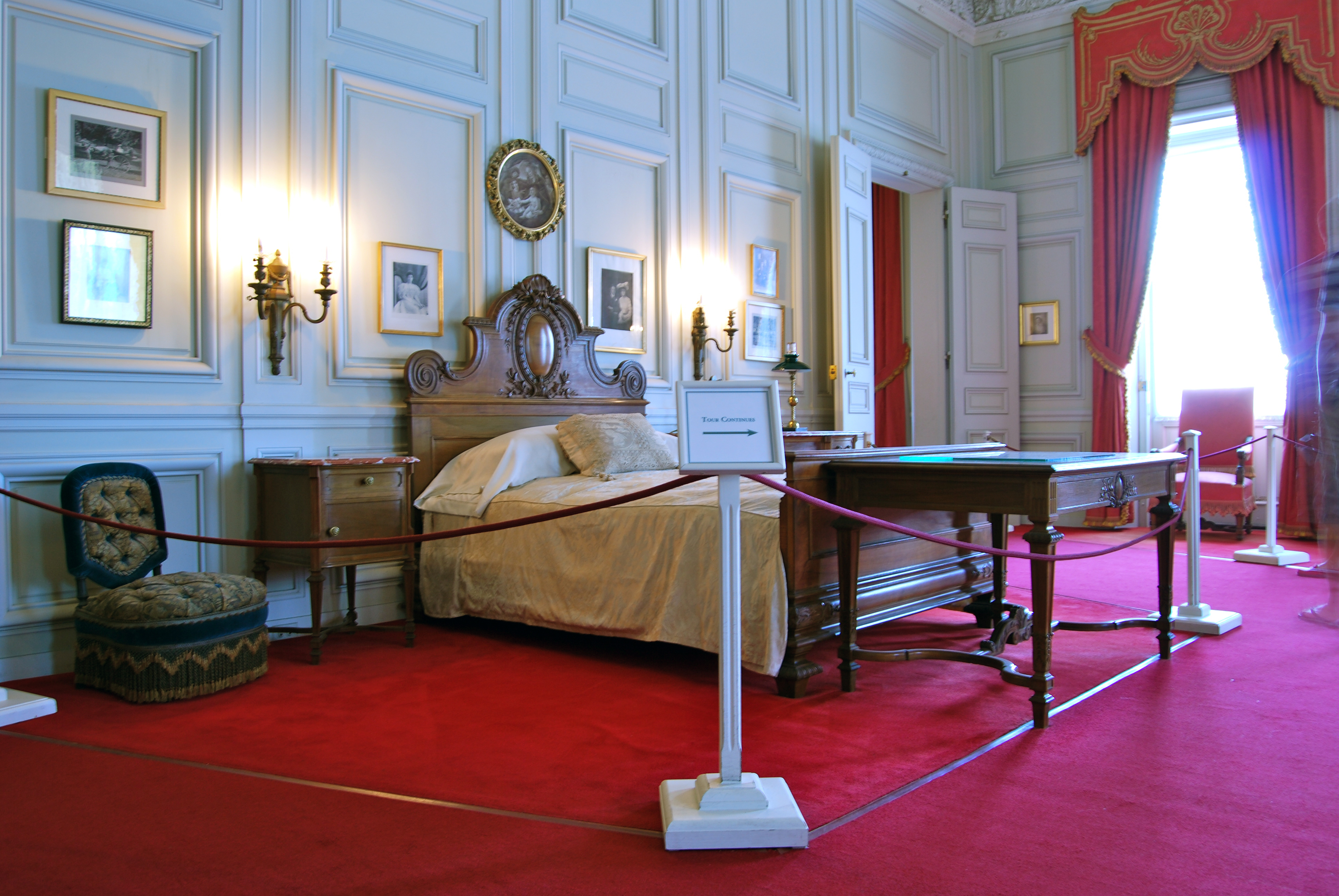
O quarto do Sr. Vanderbilt

- Grande Hall (15x15 metros) - sobre cada uma das seis portas que dão acesso ao Grande Hall estão grupos de figuras em calcário que celebram o progresso da Humanidade na arte, ciência e indústria: Galileo, representando a ciência; Dante, representando a literatura; Apolo, representando as artes; Mercúrio, representando a velocidade e o comércio; Richard Morris Hunt, representando a arquitectura e Karl Bitter, representando a escultura
- Escadaria Principal (não pode ser usada pelos visitantes)
- Arcada
- Biblioteca
- Sala de Música
- Sala da Manhã
- Pórtico
- Loggia Baixa
- Sala de Bilhar
- Sala de Jantar
- Arca de Casamento
- Sala de Pequeno-almoço
- Copa
- Cozinha

Primeiro andar
- Quarto do Sr. Vanderbilt
- Quarto da Srª Vanderbilt
- Quarto de Miss Gertrude Vanderbilt
- Loggia Superior
- Quarto de Hóspedes
- Quarto da Condessa Szechenyi
- Também existem outros dois pequenos quartos localizados neste piso.

Segundo andar
O segundo andar contém oito quartos e uma sala de estar decorada com painéis de nogueira em estilo Luís XVI por Ogden Codman. Os aposentos da Ala Norte deste andar estavam reservados para a criadagem. Com tectos próximos dos 18 pés de altura, Richard Morris Hunt criou dois segundos andares separados para permitir uma massiva congregação de quartos de criados. Tudo isto em parte da configuração da casa, construída em estilo renascença italiano, que pedia um telhado inclinado. Na época, as casas clássicas francesas com telhados planos permitiam uma ala escondida para alojar a criadagem. The Breakers não dispõe deste luxo.
Um total de 30 quartos está localizado nas duas áreas do segundo andar destinadas ao pessoal. Três quartos adicionaos para o mordomo, chefe e valete de visita estão localizados no mezzanino localizado entre o primeiro e o segundo andar logo por trás da cozinha principal.
Ático
O ático contém mais alojamentos para criados, áreas de armazenamento geral e as inovadoras cisternas. Uma pequena cisterna fornece pressão hidráulica para o elevador Otis de 1895, ainda em funcionamento na casa apesar de ter sido ligado à electricidade em 1933. Duas cisternas maiores forecem água doce e salgada às várias casas de banho da casa.
Por cima da Grande Escadaria existe uma clarabóia com vitral desenhada pelo artista John La Farge. Originalmente construída para a sala de jantar da casa de cidade de Vanderbilt situada no nº 1 da West 57th Street, a clarabóia foi removida em 1894 durante uma ampliação da casa.
No ático de The Breakers, uma passarela/ponte de madeira paira sobre a clarabóia para permitir um acesso completo a todos os pontos no espaço do próprio ático. No entanto, a clarabóia fica no piso abaixo da passarela.